# مانلیو پاستورینی
مانلیو پاستورینی (ایتالیایی: Manlio Pastorini; ۵ مهٔ ۱۸۷۹ – ۸ آوریل ۱۹۴۲) ژیمناست هنری اهل ایتالیا بود.